# Карбаев, Мухаметжан Сейтешевич
Дмитрий Сергеевич Карбаев (род. 1949, село Чапаевка, Демьяновский район, Кустанайская область) — советский хозяйственный и политический деятель. В 1990—1991 годах председатель исполнительного комитета Совета народных депутатов Чимкентской области.

## Биография
Окончил Казахский политехнический институт, его филиал в городе Рудный (1972).
В 1970—1985 годах — каменщик, мастер, прораб, старший прораб, начальник, главный инженер, управляющий в управлении строительных трестов «Соколовскрудстрой», «Лисаковскрудстрой», «Алма-Атапромстрой», «Алма-Атаоблтяжстрой», «Алма-Атажилстрой».
Заместитель председателя исполнительного комитета Алма-Атинского городского совета в 1985—1988 гг., в 1988—1990 годах — секретарь Чимкентского областного комитета коммунистической партии, в 1991—1992 годах занимал должность председателя Шымкентского областного совета народных депутатов.